# Dia Succari
Dia Succari (né à Alep le 30 juillet 1938 et décédé à Suresnes le 3 décembre 2010) est un compositeur et pédagogue franco-syrien.
Il est l'auteur d’ouvrages didactiques et d’œuvres pour instruments divers, soliste et orchestre, orchestre à cordes et orchestre de chambre publiés aux éditions Billaudot, Leduc, Jobert, Hamelle, Harposphère et Fertile Plaine. Dia Succari utilise les règles de l’harmonie, du contrepoint et de l’orchestration classiques pour intégrer la musique traditionnelle syrienne dans la composition classique. Il compose également des œuvres originales inspirées de l’histoire du Proche-Orient et de ses paysages venant du passé. 
Olivier Messiaen dit à propos de Sact el Zind, pour orchestre de chambre, et de Suite syrienne pour grand orchestre, du compositeur : « Ouvrages basés sur des rythmes ou des modes de caractère Arabe, sans jamais tomber dans la reconstitution folklorique, mais au contraire avec un don de vie et d’invention ».

## Biographie
Né à Alep en Syrie, Dia Succari fait ses premières études musicales et de violon avec son père puis avec Mikhaïl Boricenko.
En 1951 il entre au Conservatoire national supérieur de musique de Paris où il obtient les 1ers prix d’harmonie dans la classe d’Henri Challan, de fugue et contrepoint dans celle de Noël Gallon, de composition et orchestration dans celle de Tony Aubin. Il travaille la composition dans la classe d’Olivier Messiaen et la direction d’orchestre avec Robert Blot et Manuel Rosenthal. Il obtient le C.A. pour l'enseignement de l'écriture musicale en 1976.
Il compose et exerce parallèlement de nombreuses activités pédagogiques : Professeur d’harmonie au conservatoire de Damas, professeur de Formation musicale au conservatoire de Saint-Denis et de Suresnes. De 1977 à 2003, il est professeur d’écriture (harmonie et contrepoint) et d’analyse harmonique au C.N.R. de Paris. En 1978-1979 il est chargé de cours de musique et de musicologie à l’Université Paris-Sorbonne. De 1980 à 1996 il est membre de la Commission pédagogique pour la Formation musicale auprès de la Fédération nationale des conservatoires. À ce titre, il est l'auteur des textes des examens de formation musicale pour tous les conservatoires de France, des textes des examens d’harmonie du Conservatoire national supérieur de musique et de danse de Paris et d'œuvres imposées aux examens et concours de fin d’année en France, en Belgique et au Luxembourg.

## Œuvres musicales
Le catalogue de Dia Succari comprend des centaines d'œuvres pour toutes sortes de formations : instrument seul, bande magnétique, chœur, orchestre symphonique, orchestre à cordes, orchestre de flûtes, orchestre de chambre, soliste et orchestre, divers ensembles de musique de chambre.
Les œuvres de Dia Succari sont jouées en France, Syrie, Luxembourg, Suisse, États-Unis, etc. Écrites dans un langage musical universel, elles sont inspirées de l’histoire ancienne du Proche-Orient et du riche patrimoine archéologique de la Syrie, là où les peuples du passé ont laissé dans la pierre les vestiges de leurs civilisations.

### Instruments seuls
Piano
- Suite Syrienne  (Nida, Samah, Dabké, 1965, éd. Jobert)
- Cahier des légendes  (8 pièces, 1974, éd. Fertile Plaine)
- Clair Présage (1974, éd. Fertile Plaine)
- La nuit du destin (1975, éd. Jobert)
- Sonate n° 1 (4 mouvements, 1985, éd. Fertile Plaine)
- Sonate n° 2 (4 mouvements, 1993, éd. Fertile Plaine)
- Dame de feu, volume 1 (6 pièces pour interprètes à nombre variable : piano / violon et piano / 2 violons / 2 violons et piano à 4 mains, 1986, éd. Fertile Plaine)
- Dame de feu, volume 2 (6 pièces pour interprètes à nombre variable : piano / violon et piano / 2 violons / 2 violons et piano à 4 mains, 1986, éd. Fertile Plaine)
- Rêve (harpe ou piano, 1988, éd. Harposphère)
- Variations sur une chanson populaire (1990, éd. Fertile Plaine)
- Ode à la nuit tombée (1994, éd. Fertile Plaine)
- Sous le regard de la lune (1995, inédit)
- Sonatine n° 1 (3 mouvements, 1997, éd. Fertile Plaine)
- Sonatine n° 2 (3 mouvements, éd. Fertile Plaine)
- Romance n° 1 (1997, inédit)
- Romance n° 2 (1997, inédit)
- A la Dalona  (extrait d’album d’après le folklore, 2009, éd. Fertile Plaine)
- Au palais omeyade (2009, éd. Fertile Plaine)
- Palais du passé (2009, éd. Fertile Plaine)
- Dans un jardin de la ville blanche (éd. Fertile Plaine)
- Songe lointain (éd. Fertile Plaine)
- Danse médiévale (éd. Fertile Plaine)
- Prélude 1 (éd. Fertile Plaine)
- Prélude 2 (éd. Fertile Plaine)
- Prélude 3 (inédit)
- Fugue n° 2 (version piano à 2 voix, extrait de la fugue n° 2 pour orchestre de chambre, 1998, inédit)
- Fugue n°3 (version piano à 2 voix, inédit)

Harpe ou piano
- Rêve (en hommage à Gabriel Fauré, 1988, éd. Harposphère)
- Fleur de grenade (1990, éd. Fertile Plaine)
- L’arbre aux oranges (pour harpe celtique, 1990, éd. Harposphère)
- Sur l’étang (pour harpe celtique, 1987, éd. Harposphère)
- Sonate (Héléniade) (pour harpe,3 mouvements, 2004, éd. Harposphère)
- Sourire de lune (pour harpe, 1990, éd. Harposphère)
- Feuilles en automne (pour harpe, 1990, éd. Billaudot, collection Panorama)
- Chanson de Diana (pour harpe celtique, 1988, éd. Harposphère)
- Les yeux bleus de Diane (pour harpe celtique, éd. Fertile Plaine)
- Musique du Proche Orient (pour harpe ou piano, 15 pièces, éd. Harposphère): Al Yadil Yadi, Chanson du printemps, Chanson du matin, Chatti ya dunia, Danse paysanne,  Feirouzade

Flûte
- Et la nuit se dissipa comme de la fumée (1981, inédit)

### Musique de chambre
Piano 4, 6, 8 mains
- Prélude pour 4 mains (pour piano, 2009, éd. Fertile Plaine)
- Quatre mains pour un piano : Introduction, Rosa Damascena, Danse des fiançailles (2009, éd. Fertile Plaine)
- Prince des sables (pour quatre mains, 2009, éd. Fertile Plaine)
- Danse bédouine (pour quatre mains, 2009, éd. Fertile Plaine)
- Dame de feu (volume 1, 1986, éd. Fertile Plaine)
- Dame de feu (volume 2, 2009, éd. Fertile Plaine)

Deux pianos
- Poussière du temps (fantaisie pour 2 pianos, inédit)

Violon et piano
- Suite pour violon et piano (2 mouvements, 1964, éd. Fertile Plaine)
- Album d’après le folklore (6 pièces, 1974, éd. Fertile Plaine)
- Dame de feu (volumes 1 et 2, 1986, 2009, éd. Fertile Plaine)
- Au palais du temps (violon et harpe ou piano, 1989, éd. Harposphère)
- Danses Syriennes (5 pièces ; la première  Improvisation et danse est  dédiée à Rymski Korsakoff, 1992, éd. Fertile Plaine)
- À la mémoire de Georges Gourdet (2 mouvements, en hommage à Gabriel Fauré, 1994, éd. Fertile Plaine)
- Sonatine n° 1 (3 mouvements, 1995, éd. Fertile Plaine)
- Clarté d’avril (1998, éd. Fertile Plaine)
- Salut à Dubaï (commande du Concours international de musique, Jeunes virtuoses, Dubaï, éd. Fertile Plaine)
- Mélodie sans titre (éd. Fertile Plaine)
- Prière (éd. Fertile Plaine)
- Le jardin secret (Violonrama @ Bonus sur Internet + CD)
- Prière du matin (nay et piano ou violon et piano ou flûte et piano, inédit)
- Au palais du temps (violon et harpe ou violon et piano, 1989, éd. Harposphère)
- Danse orientale (violon et harpe ou violon et piano, inédit)

Alto et piano
- Danses syriennes (5 pièces , 1992, éd. Fertile Plaine)

Violoncelle et piano
- Prélude à la mémoire de Georges Gourdet  (2 mouvements, en hommage à Gabriel Fauré, 1994, existe en version violon et piano, éd. Fertile Plaine)
- Image d’antiquité  (1999, éd. Fertile Plaine)
- Album d’après le folklore (éd. Fertile Plaine)
- Sonate pour violoncelle et piano (3 mouvements, éd. Fertile Plaine)

Violon et violoncelle
- Duo (1977, inédit)

Flûte nay et piano
- Prière du matin (nay et piano ou violon et piano ou flûte et piano, inédit)

Flûte et piano
- Sin (2 mouvements, 1984, éd. Billaudot)
- Sicilienne  (en hommage à Gabriel Fauré, 1989, éd. Alphonse Leduc)
- Petite valse (1995, éd. Alphonse Leduc)
- Quand le soleil couchant disparut (1989, éd. Alphonse Leduc)
- Prélude (1995, éd. Alphonse Leduc)
- Au palais du temps (flûte et harpe ou flûte et piano, 1989, éd. Harposphère)

Hautbois et piano
- Danse orientale (hautbois et piano ou hautbois et harpe, inédit)
- Charmeur des Sables (1990, éd. Fertile Plaine)
- Prière du matin (nay et piano ou flute et piano ou hautbois et piano, inédit)

Clarinette seule
- Les 3 clarinettes (3 mouvements, 1995, éd. Alphonse Leduc, hautbois et piano)

Clarinette et piano
- Chants d’Ur Nina (clarinette Sib et piano, 4 mouvements, 1986, éd. Fertile Plaine)
- Instants d’argile (clarinette Sib et piano, 1995, éd. Alphonse Leduc)
- Kelleriade (clarinette Sib et piano, 1992, éd. Alphonse Leduc)

Trompette et piano
- Soleil de Mars (trompette en Ut ou Sib et piano, 1989, éd. Alphonse Leduc)
- Choral (1991, éd. Fertile Plaine)
- Aigle triste (1991, éd. Fertile Plaine)
- Noces au Krack des chevaliers (trompette Sib et piano, 1998, éd. Fertile Plaine)
- Clarté d’avril (trompette en Ut et piano, 1998, éd. Fertile Plaine)

Saxophone et piano
- Il est raconté (saxophone alto et piano, 1987, éd. Alphonse Leduc)
- Légende Slave (saxophone alto mib et piano, 1988, éd. Billaudot)
- Fleur d’un songe (saxophone alto et piano, 1993, éd. Alphonse Leduc)
- Couleurs d’automne (saxophone alto et piano, 1985, éd. Billaudot)
- À la mémoire de Georges Gourdet (saxophone alto et piano, 2 mouvements, en hommage à Gabriel Fauré, 1994, éd. Fertile Plaine)

Cor et piano
- Le cor dansant (cor en Fa et piano, éd. Fertile Plaine)
- Les 2 oies bernaches (cor en Fa et piano, éd. Fertile Plaine)
- L’éléphanteau blanc (éd. Fertile Plaine)
- La conférence des paons (cor en Fa et piano, éd. Fertile Plaine)
- Saturnin (cor en Fa et piano, éd. Fertile Plaine)

Quatuor à cordes
- Musique du proche Orient (quatuor à cordes, éd. Harposphère)
- A la Dalona (quatuor à cordes, éd. Fertile Plaine)
- Danse orientale (quatuor à cordes, inédit)

Ensembles divers
- Trio (violon, violoncelle et piano, 3 mouvements, 1982, éd. Fertile Plaine)
- Mouvement pour Quatuor avec piano (Aleph Lam Mim, 1970, inédit)
- Quintette pour le festival de Damas (2008, commande de The Syria Trust for Development, inédit)
- La danse de Duniazade (cornet Sib, 2 violons et piano, éd. Fertile Plaine)
- Au palais du passé (2 violons, trompette en Ut et piano, éd. Fertile Plaine)
- La cité sans nom (piano, trompette en Ut et 2 violons, éd. Fertile Plaine)

### Orchestre de chambre
- L’étincelle du silex (Sact el Zind, 1967, matériel en location aux éditions Jobert)
- Roubayates (4 mélodies pour mezzo soprano et petit orchestre sur des textes en français de O. Khayam, 1965, inédit)
- Yakza pour instruments du proche orient, voix et petit orchestre, 1970, inédit)
- Oublie ce que tu as appris (pour récitant, voix, et petit orchestre, 1975, inédit)
- Diadème (pour voix d’enfants et orchestre, inédit)
- Hymne national syrien (chœur et orchestre, inédit)

### Orchestre à cordes
- Fugue n° 1 (sur un thème d’İsmail Hakkı Bey, en hommage à Jean Sébastien Bach, 1966, matériel en location aux éditions Billaudot)
- Fugue n° 2 (sur un thème populaire syrien, 1969, matériel en location aux éditions Billaudot)
- Fugue n° 3 (sur le motif de La nuit du destin pour piano, 1977, inédit)
- Passion (éd. Fertile Plaine)
- Baal et Anat (titre d’un fragment de textes gravés sur des tablettes d’argile trouvées à Ougarit en Syrie, 1979, inédit)
- Images d’antiquité (violoncelle et orchestre à cordes, éd. Fertile Plaine)

### Orchestre de flûtes
- Nathaliade (3 mouvements, le 3e mouvement pour orchestre de flûtes, voix, piano et percussion, 2004, inédit)

### Musique vocale
- La pluie qu’ont versée les étoiles (voix d’enfants et piano, adaptation libre d’un fragment du poème ougaritique de Baal et Anat, 1997, éd. Fertile Plaine)
- La pluie qu’ont versée les étoiles (chœur mixte et piano, 1999, éd. Fertile Plaine)
- Diadème suite n° 1 (voix d’enfants et piano, adaptation libre d’un fragment des Mille et une nuits par l’auteur, 1998, éd. Fertile Plaine)
- Diadème suite n° 2 (voix d’enfants et piano, adaptation libre d’un fragment des Mille et une nuits par le compositeur, 1999, éd. Fertile Plaine
- Diadème (soprano et piano, 1999, inédit)
- L’enfant prince de la ville verte (voix d’enfants et piano, paroles du compositeur, 1995, éd. Fertile Plaine
- Hymne national Syrien (chœur mixte, inédit)
- Hymne national Syrien (chœur et orchestre, 2007, inédit)
- Sur les Hauts de la ville blanche (chœur et orchestre, inédit)
- Introduction et fugue (chœur mixte et orchestre, sur un thème d’Ismaïl Hakki Bey, en hommage à Jean-Sébastien Bach, inédit)

### Orchestre symphonique
- Splendeurs oubliées (3 mouvements, 1969, inédit)
- Suite Syrienne (éd. Jobert)
- Vents des sables (1989, inédit)
- Sur les Hauts de la ville blanche (chœur et orchestre, inédit)
- Introduction et fugue (chœur mixte et orchestre, sur un thème d’Ismaïl Hakki Bey, en hommage à Jean-Sébastien Bach, inédit)
- Sonnerie et fêtes (pour les orchestres junior des conservatoires en 1987, inédit)
- Évocation médiévale (pour les orchestres junior des conservatoires en 1988, inédit)
- Hymne national Syrien (chœur et orchestre, 2007, inédit)

### Soliste et orchestre
- Lorsque le matin parut un peu de jour (violon et orchestre, 1980, inédit)
- Paroles des abîmes au soleil (clarinette en la et orchestre, 2004, inédit)
- Paroles de l’arbre au vent (clarinette en la et orchestre, 2004, inédit)
- Paroles du matin à la rose (clarinette en la et orchestre, 2004, inédit)

### Bande magnétique
- Efface ce que tu as écrit (éléments tirés de Oublie ce que tu as appris, 1976, inédit)

## Ouvrages pédagogiques
Les ouvrages pédagogiques de Dia Succari se comptent par dizaines. Ils comprennent des œuvres de niveaux divers de difficulté pour piano, déchiffrage et formation musicale (rythme et lecture, solfège chanté et théorie, lecture, dictées ; certains de ces ouvrages ont été écrits en collaboration avec Marie-Luce Lucas et Henri-Claude Fantapié), harmonie et contrepoint.

### Piano
- Prélude 1 (éd. Fertile Plaine)
- Prélude 2 (éd. Fertile Plaine)
- Miniature 1 (éd. Fertile Plaine)
- Miniature 2 (éd. Fertile Plaine)
- Pluies marines (éd. Fertile Plaine)
- Poisson bleu (éd. Fertile Plaine)
- Papillon rouge (éd. Fertile Plaine)
- Valse d’Olonne (éd. Fertile Plaine)
- Danse médiévale (éd. Fertile Plaine)
- Parfum d’Arabie (éd. Fertile Plaine)
- Derrière les dunes (éd. Fertile Plaine)
- Gazelle de Palmyre (éd. Fertile Plaine)
- Le petit dromadaire (éd. Fertile Plaine)
- La petite brebis (éd. Fertile Plaine)
- Danse bédouine pour 4 mains (éd. Fertile Plaine)
- Sonatine 1 (3 mouvements, éd. Fertile Plaine)
- Sonatine 2 (3 mouvements, éd. Fertile Plaine)

Œuvres de difficulté moyenne pour piano
- Songe lointain (éd. Fertile Plaine)
- Prélude pour quatre mains (éd. Fertile Plaine)
- A la dalona (éd. Fertile Plaine)
- Au Palais Omeyade (éd. Fertile Plaine)
- Au Palais du passé (éd. Fertile Plaine)
- Dans un jardin de la ville blanche (éd. Fertile Plaine)
- 34 Déchiffrages pour piano (éd. Fertile Plaine)

### Ouvrages didactiques
- Rythme et lecture (en 4 volumes, éd. Billaudot)
- Solfège chanté et Théorie (en collaboration avec Marie-Luce Lucas et Henri-Claude Fantapié, en 7 volumes, livres de l'élève et du professeur séparés, éd. Billaudot)
- Lecture pour la Formation musicale (en 6 volumes, éd. Alphonse Leduc)
- 30 dictées pour la Formation auditive (en 5 volumes, éd. Hamelle)
- Petit traité d’harmonie (inédit)
- Petit Traité de contrepoint (2 et 3 voix) (inédit)

### Œuvres imposées aux examens et concours de fin d'année par la FNUCMU
- Couleurs d'automne (pour saxo alto et piano, éd. Billaudot)
- Légende slave (pour saxo alto et piano, éd.  Billaudot)
- Fleurs d'un songe (pour saxo alto et piano, éd. Alphonse Leduc)
- Kelleriade (pour clarinette Sib et piano, éd. Alphonse Leduc)
- Soleil de Mars (pour trompette et piano, éd. Alphonse Leduc)
- Sur l'étang (pour harpe celtique, éd. Harposphère)
- Chanson de Diana (pour harpe celtique, éd. Harposphère)
- L'arbre aux oranges (pour harpe celtique, éd. Harposphère)
- Sonatine 1 (pour piano, éd. Fertile Plaine)
- Salut à Dubaï (pour violon et piano, Concours international de violon de Dubaï en 2007, éd. Fertile Plaine)
- Danses syriennes (pour alto, Concours d'alto, Confédération nationale de France, 2012, éd. Fertile Plaine)

## Discographie
La discographie de Dia Succari comporte une vingtaine d'albums. Parmi les interprètes on compte l'Orchestre de chambre de l'Office de radiodiffusion-télévision française sous la direction de André Girard.

## Prix et distinctions
- Médaille d’honneur régionale, départementale et communale de la ville de Suresnes
- Médaille d’argent de la ville de Suresnes
- Médaille d’argent de la ville d’Alep, 2010